# 秡川直也
秡川 直也（はらいかわ なおや、1965年〈昭和40年〉3月4日 - ）は、日本の運輸・国土交通官僚。

## 経歴
神奈川県出身。開成高等学校を経て、1988年3月に東京大学法学部を卒業。国家公務員採用Ⅰ種試験(法律)に合格して、同年4月に運輸省入省。
2020年7月21日、国土交通省自動車局長に就任（
就任記者会見）。COVID-19ワクチンについて、自治体と物流業者の間に運輸支局を入れ、地方の中核拠点以降の細かな輸送ニーズに応えるとした。
2022年6月28日、観光庁次長に就任。
2023年（令和5年）7月7日、内閣官房内閣審議官（内閣官房副長官補付）に就任。
2024年（令和6年）7月1日、観光庁長官に就任。2025年（令和7年）7月1日、辞職。

## 年譜
- 1988年04月：運輸省入省（運輸政策局総合計画課）[5]
- 1992年10月：運輸省中国運輸局企画部地域交通企画課長[4]
- 1994年04月：運輸省鉄道局総務課補佐官[4]
- 1995年04月：運輸省運輸政策局政策課補佐官[4]
- 1996年
  - 05月：運輸省運輸政策局政策課政策企画調査室補佐官[4]
  - 09月：運輸省海上技術安全局船員部労働基準課補佐官[4]
- 1998年07月：運輸省自動車交通局貨物課補佐官[4]
- 1999年04月：運輸省鉄道局総務課特定監理業務室補佐官[4]
- 2001年
  - 01月：国土交通省大臣官房総務課付（内閣官房行政改革推進事務局特殊法人等改革推進室室員）[4]
  - 07月：内閣官房副長官補付（内閣官房行政改革推進事務局特殊法人等改革推進室室員）[4]
- 2002年09月：内閣官房副長官補付(内閣官房行政改革推進事務局特殊法人等改革推進室企画官）[4]
- 2003年
  - 01月：国土交通省大臣官房付（内閣官房行政改革推進事務局特殊法人等改革推進室企画官）[4]
  - 04月：国土交通省大臣官房総務課企画官（総合政策局）[4]
- 2005年07月：国土交通省大臣官房総務課企画官（航空局）[4]
- 2006年07月：国土交通省総合政策局政策課政策企画室[4]
- 2008年
  - 07月：国土交通省海事局総務課財務企画室長[4]
  - 12月：国土交通省大臣官房参事官（海事局）[4]
- 2009年
  - 04月：国土交通省海事局海事人材政策課長[4]
  - 10月：国土交通省大臣官房付（国土交通省政務三役政策審議室政策官）[4]
- 2011年07月：国土交通省航空局航空戦略課長[4]
- 2012年09月：国土交通省大臣官房参事官（航空予算担当）[4]
- 2014年04月：国土交通省自動車局貨物課長[4]
- 2016年06月21日：国土交通省航空局総務課長[4][10]
- 2017年
  - 07月：運輸安全委員会事務局審議官（国土政策局、観光庁担当）[4]
  - 07月：（併）内閣官房副長官補付[4]
  - 07月：（命）内閣官房観光戦略実行推進室審議官[4]
- 2018年
  - 07月：国土交通省大臣官房審議官[4]
  - 07月：（併）内閣官房内閣審議官（内閣官房副長官補付）[4]
  - 07月：（命）内閣官房特定複合観光施設区域整備推進室審議官（～2020年1月）[4]
  - 08月：（併）内閣府大臣官房カジノ管理委員会設立準備室審議官（～2020年1月）[4]
- 2020年
  - 01月：（命）内閣官房特定複合観光施設区域整備推進室次長[4]
  - 01月：（併）特定複合観光施設区域整備推進本部事務局次長[4]
  - 07月21日：国土交通省自動車局長[4][11]
- 2022年06月28日：観光庁次長[12]
- 2023年07月07日：内閣官房内閣審議官（内閣官房副長官補付）兼デジタル田園都市国家構想実現会議事務局次長[13]
- 2024年07月01日：観光庁長官[1]
- 2025年07月01日：辞職[2]